# Encoprese
Encoprese of fecesincontinentie (Latijn: encopresis) is het onwillekeurig afscheiden van ontlasting door kinderen die al zindelijk zijn. 
De oorzaak is soms lichamelijk, bijvoorbeeld een neurologische aandoening, constipatie of onjuiste voeding. De oorzaak kan ook psychologisch van aard zijn, bijvoorbeeld angst om gebruik te maken van het toilet of verzet tegen zindelijkheid. In een enkel geval ligt de oorzaak in een psychische aandoening van het kind of een gezinslid.
Bij de behandeling gaat de arts eerst na wat de oorzaak is. Bij constipatie kan een laxeermiddel helpen. Als een kind zich verzet tegen zindelijkheidstraining of met een angst te kampen heeft, kan psychotherapie uitkomst bieden.